# Çubuk (district)
Çubuk is een Turks district in de provincie Ankara en telt 83.826 inwoners (2007). Het district heeft een oppervlakte van 1361,6 km². Hoofdplaats is Çubuk.
De bevolkingsontwikkeling van het district is weergegeven in onderstaande tabel.

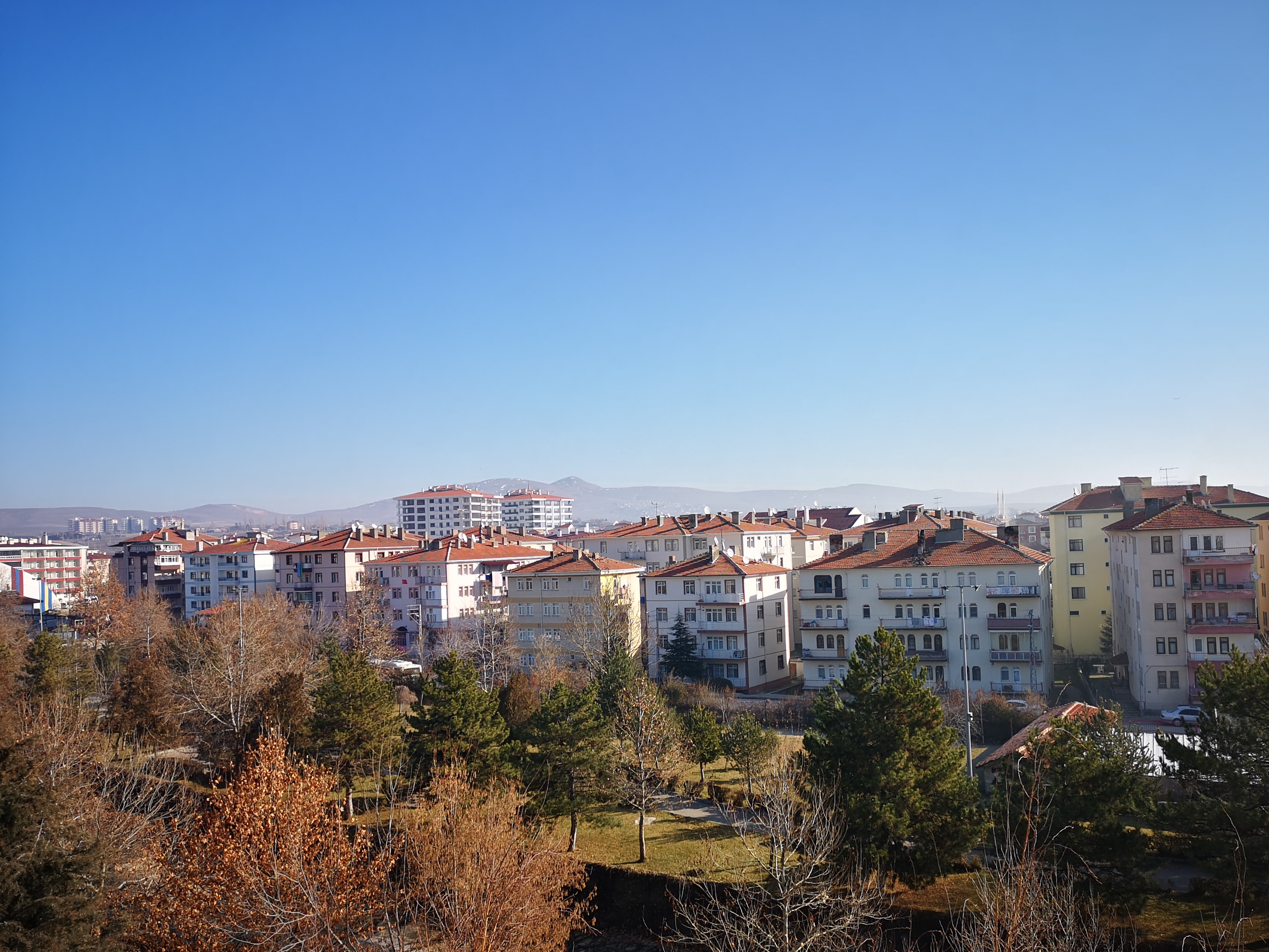
Uitzicht op Çubuk

| 1997   | 2000   | 2007   |
| ------ | ------ | ------ |
| 64.484 | 75.119 | 83.826 |